# نقل السكان النازيين والسوفيت

## الأساس القانوني
كان أكبر عدد من العرق الألماني يعيشون في روسيا، عرف هتلر أنه لا يمكن إعادة توطين جميع هؤلاء الناس من دون التعاون الكامل من جوزيف ستالين والاتحاد السوفيتي. في أواخر أغسطس 1939 (قبل أسبوع من غزو بولندا وبدء الحرب العالمية الثانية في أوروبا)، أرسل هتلر وزير خارجيته يواكيم فون ريبنتروب إلى موسكو لترتيب اتفاق عدم الاعتداء مع الاتحاد السوفيتي. أصبح هذا معروفًا باسم حلف مولوتوف-ريبنتروب. في الواقع كان هدف هتلر هو تجنب القتال بين ألمانيا على جبهتين عندما كانت الحرب العالمية الثانية على وشك أن تبدأ بعد أسبوع.
كانت القضايا الحقيقية المتفق عليها في الاتفاقية هي تقسيم المناطق في أوروبا الوسطى والشرقية إلى مناطق نفوذ ألمانية وسوفيتية ونقل متبادل للشعبين الألماني والروسي إلى بلدان بعضهم البعض.
كانت خطة هتلر هي غزو الجزء الغربي من بولندا (بعد تخصيص الجزء الشرقي للاتحاد السوفياتي في الاتفاقية) ثم إجبار جميع الشعوب غير الألمانية (معظمهم من المواطنين البولنديين) على الخروج من منازلهم وإما أن تستخدمهم في السخرة أو نقلهم إلى منطقة الحكومة العامة. بمجرد أن تصبح هذه المناطق خالية من غير الألمان، يمكن أن تبدأ عمليات نقل السكان من العرق الألماني الذين يستقرون في منازل البولنديين التي تمت مصادرتها.

## نقل السكان 1939-1944
تم الإعلان عن عمليات النقل المخططة للعرق الألماني في أكتوبر 1939.
انطلق النازيون لتشجيع مغادرة «الألمان الذين يعيشون خارج ألمانيا»، الذي دعاه النازيون فولكس دويتشه، من دول البلطيق باستخدام الدعاية. وشمل ذلك استخدام تكتيكات الخوف حول الاتحاد السوفيتي، وأدى إلى مغادرة عشرات الآلاف. لم يُشار إلى أولئك الذين غادروا على أنهم «لاجئون»، بل وُصفوا «بالرد على نداء الفوهرر». لتشجيع دعم هذا البرنامج، صورت أفلام دعائية ألمانية مثل The Red Terror وFrisians in Peril  الألمان البلطيقيين على انهم مضطهدين بشدة في أراضيهم الأصلية.
تم نقل العائلات بواسطة السفن من دول البلطيق والقطارات من مناطق أخرى. رتبت الحكومة الألمانية نقل أثاثهم وممتلكاتهم الشخصية. تم بيع جميع الممتلكات غير المنقولة، مع جمع الأموال من قبل الحكومة الألمانية وعدم إعادتها إلى العائلات. كان هذا عملاً مقصودًا يهدف إلى تدمير جميع الروابط مع المناطق التي كان يعيش فيها هؤلاء الأشخاص.
تم احتجازهم في معسكرات للتقييم العنصري، لمنع تلوث السكان الألمان الأصليين. هناك تم تقسيمهم إلى مجموعات: A Altreich، الذين سوف يستوطنون في ألمانيا ولم يسمح لهم بامتلاك المزارع أو الأعمال التجارية، S Sonderfall، الذين استخدموا كسخرة، و O Ost-Fälle، الأفضل في التصنيف، ليتم وضعهم في «الجدار الشرقي» - المناطق المحتلة لحماية ألمانيا من الشرق - والسماح بالاستقلال. هذه المجموعة الأخيرة، بعد قضاء بعض الوقت في مخيمات اللاجئين في ألمانيا، أعيد توطينها في النهاية في المناطق البولندية التي ضمتها ألمانيا النازية وفي مقاطعة Zamość، كما قرر جنرالبلان أوست. تطلبت أوامر الترحيل غجلاء عدد كافي من البولنديين — على سبيل المثال، إذا تم إرسال 20 من «الخبازين الألمان»، كان يتعين على عشرين خبازين بولنديًين الرحيل. وكثيراً ما كان المستوطنون يحصلون على منازل بولندية حيث تم إجلاء العائلات بسرعة كبيرة بحيث كانت وجبات الطعام التي يتم تناولها موجودة على المائدة وماكول نصفها. تم تكليف أعضاء من شباب هتلر ورابطة الفتيات الألمانية بمهمة الإشراف على عمليات الإخلاء هذه لضمان أن البولنديين تركوا معظم ممتلكاتهم لاستخدام المستوطنين. بمجرد أن يتم تسويتها، بدأت عملية الألمنة.
تم إجلاء الألمان العرقيين من الأراضي التي احتلها الاتحاد السوفياتي في عام 1940، ولا سيما بيسارابيا ودول البلطيق في إستونيا ولاتفيا، والتي كانت تقطنها جميعها عادة أقليات عرقية ألمانية كبيرة. ومع ذلك، تم إعادة توطين غالبية الألمان في بحر البلطيق في أواخر عام 1939، قبل احتلال الاتحاد السوفيتي لإستونيا ولاتفيا في يونيو 1940. في معظم الحالات، حصلوا على مزارع مأخوذة من 110,000 بولندي تم طردهم من المنطقة .
إعادة توطين الألمان العرقيين من قبل ألمانيا النازية 1939-1944
| إعادة توطين الألمان من العرق             | إعادة توطين في                               | إعادة توطين في          | إعادة توطين في   | إعادة توطين في | إعادة توطين في | إعادة توطين في |         |
|                                          | المناطق البولندية التي ضمتها ألمانيا النازية | الحكومة العامة / بولندا | منطقة أودر - نيس | دانزيغ         | النمسا         | تشيكوسلوفاكيا  | مجموع   |
| ---------------------------------------- | -------------------------------------------- | ----------------------- | ---------------- | -------------- | -------------- | -------------- | ------- |
| أراضي بولندا التي ضمتها الاتحاد السوفيتي | 56000                                        | 17000                   | 46000            | -              | 5000           | -              | 124000  |
| تشيلم وNarew في بولندا                   | 29000                                        | 11000                   | 2000             | -              | -              | -              | 42000   |
| دول البلطيق                              | 87000                                        | -                       | 40000            | -              | -              | -              | 127000  |
| الإتحاد السوفييتي                        | 265000                                       | 35000                   | 70000            | -              | -              | -              | 370000  |
| رومانيا                                  | 128000                                       | 12000                   | 52000            | -              | 20000          | -              | 212000  |
| يوغوسلافيا                               | 10000                                        | -                       | 10000            | -              | 15000          | -              | 35000   |
| ألمان الرايخ غربخط أودر-نايسه            | -                                            | 290000                  | 225000           | 15000          | -              | 30000          | 560000  |
| ألمان الرايخ شرق خط أودر-نايسه           | -                                            | 380000                  | -                | -              | -              | 30000          | 410000  |
| مجموع                                    | 575000                                       | 745000                  | 445000           | 15000          | 40000          | 60000          | 1880000 |

المصدر: الدكتور جيرهارد ريشلينج، Die deutschen Vertriebenen in Zahlen ، Teil 1، Bonn 1995، الصفحات 23-27
لا تشمل أرقام ريتشلنج أجزاء من أكثر من 200000 من الألمان العرقيين من يوغوسلافيا الذين فروا في خريف عام 1944 والذين تم توجيههم إلى الحكومة العامة. من غير المعروف كيف وصلو فعلا إلى هناك. [بحاجة لمصدر]